# Ruperto Cruz Santos

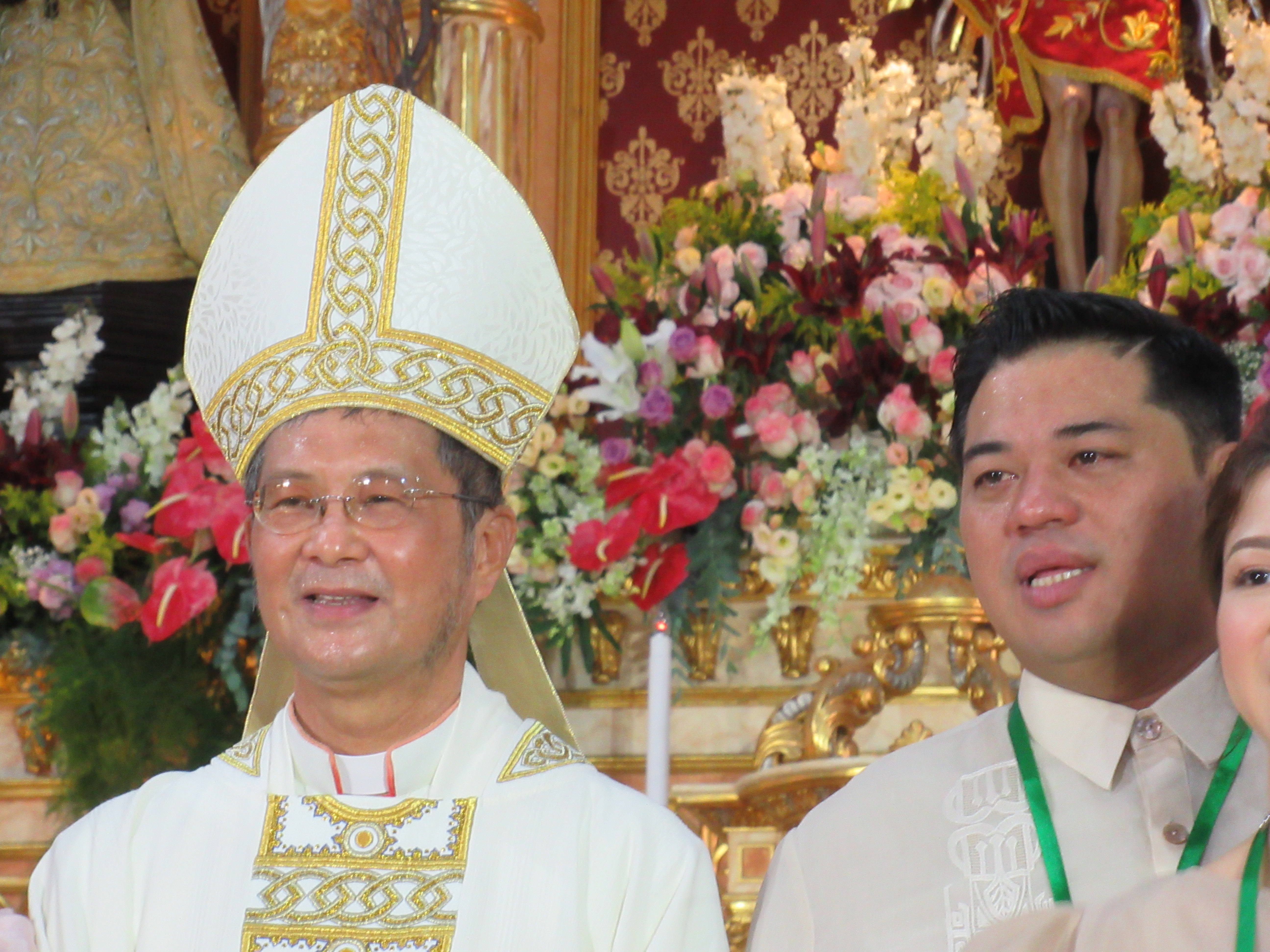
Ruperto Cruz Santos (2022)

Wappen von Ruperto Cruz Santos als Bischof von Balanga

Ruperto Cruz Santos (* 30. Oktober 1957 in San Rafael, Bulacan) ist ein philippinischer Geistlicher und römisch-katholischer Bischof von Antipolo.

## Leben
Ruperto Cruz Santos besuchte von 1966 bis 1971 die Caingin Elementary School und von 1971 bis 1975 das Kleine Seminar Our Lady of Guadalupe in Makati City. Anschließend studierte er von 1975 bis 1983 Philosophie und Katholische Theologie am Priesterseminar San Carlos in Makati City. Er empfing am 10. September 1983 in der Kathedrale von Manila durch den Erzbischof von Manila, Jaime Lachica Kardinal Sin, das Sakrament der Priesterweihe für das Erzbistum Manila.
Santos war zunächst als Pfarrvikar der Pfarrei Immaculate Conception in Pasig City und als Kaplan am Pasig Catholic College tätig, bevor er 1986 Pfarrer der Pfarrei San Antonio Abad in Maybunga, einem Stadtteil von Pasig City, wurde. 1987 wurde er für weiterführende Studien nach Rom entsandt, wo er 1990 an der Päpstlichen Universität Gregoriana ein Lizenziat im Fach Kirchengeschichte erwarb. Nach der Rückkehr in seine Heimat lehrte Santos Kirchengeschichte, Patrologie und Homiletik an den Priesterseminaren San Carlos und Holy Apostles in Makati City sowie von 1992 bis 1995 auch am Hausstudium des Our Lady of Chartres Convent in Antipolo. Zusätzlich fungierte er von 1990 bis 1992 als Disziplinarpräfekt und von 1992 bis 1997 als Studiendekan am Priesterseminar San Carlos. Ferner leitete er von 1992 bis 1997 die dortige Archbishop Gabriel Reyes Memorial Library sowie das Bistumsarchiv und das Diözesanmuseum des Erzbistums Manila. Überdies war er von 1995 bis 2005 Konsultor der Päpstlichen Kommission für die Kulturgüter der Kirche. Neben seiner akademischem Tätigkeit wirkte Santos von 1990 bis 1997 als Seelsorger am Heiligtum Our Lady of Peace an der Epifanio de los Santos Avenue und in der Pfarrei Our Lady of Pillar in Las Piñas. Am 15. Juni 1997 verlieh ihm Papst Johannes Paul II. den Ehrentitel Päpstlicher Ehrenkaplan. Im selben Jahr wurde Santos Vizerektor und Ökonom sowie im Jahr 2000 schließlich Rektor des Päpstlichen Philippinischen Kollegs in Rom. Ab 2003 war er zudem bei der Italienischen Bischofskonferenz nationaler Koordinator für die seelsorgliche Betreuung der philippinischen Migranten in Italien. Darüber hinaus berief ihn Papst Johannes Paul II. am 5. Februar 2005 zum Mitglied des Päpstlichen Komitees für die Eucharistischen Weltkongresse.
Papst Benedikt XVI. ernannte ihn am 1. April 2010 zum Bischof von Balanga. Der Erzbischof von Manila, Gaudencio Kardinal Rosales, spendete ihm am 24. Juni desselben Jahres in der Kathedrale von Manila die Bischofsweihe; Mitkonsekratoren waren der Erzbischof von Cebu, Ricardo Kardinal Vidal, und der Apostolische Nuntius auf den Philippinen, Edward Joseph Adams. Die Amtseinführung erfolgte am 8. Juli 2010. Sein Wahlspruch Ad seminandum („Zum Säen“) stammt aus Mk 4,3 . Als Bischof war er zudem Regens des Priesterseminars Virgen Milagrosa del Rosario in Balanga und Kaplan an der St. Nicholas Catholic School of Mariveles sowie ab 2020 Pfarrer der Pfarrei St. Nicholas Tolentino in Mariveles.
Am 24. Mai 2023 bestellte ihn Papst Franziskus zum Bischof von Antipolo. Die Amtseinführung erfolgte am 22. Juli desselben Jahres.
In der Philippinischen Bischofskonferenz gehört Santos zusätzlich seit 2011 der Kommission für die Migranten und Menschen unterwegs an, die er von 2013 bis 2019 leitete. und deren stellvertretender Vorsitzender er seit 2019 ist. Zudem fungierte er als stellvertretender Vorsitzender (2013–2019) bzw. Vorsitzender der Kommission für das Päpstliche Philippinische Kolleg (2011–2013 und seit 2019). Außerdem gehörte er von 2015 bis 2019 als Repräsentant der Region Zentral-Luzon dem ständigen Rat an sowie von 2015 bis 2019 dem Rat für die internationalen eucharistischen Kongresse und von 2017 bis 2019 dem Rat für den Priesterpensionsfonds und der Kommission für die Gefängnisseelsorge. Darüber hinaus ist Santos zuständig für die Stella Maris-Seemannsmission auf den Philippinen. Ferner gehörte er von 2018 bis 2022 der Internationalen Katholischen Migrationskommission (ICMC) an.

## Schriften

### Kirchengeschichte
- Jeremiah Jacob Harty. The first American Archbishop of Manila. In: Philippiniana Sacra. Band 26, Nr. 77, 1991, OCLC 989230932, S. 263–273.
- The Town and church of Pasig. A historical view. In: Philippiniana Sacra. Band 28, Nr. 83, 1993, OCLC 989285730, S. 337–351.
- Archiocesan archives of Manila. A Catalogue of archival documents, testaments and holdings. Roman Catholic Archbishop of Manila, Manila 1994, ISBN 971-8947-00-0.
- Anales ecclesiasticos de Philipinas 1574–1682. Philippine church history. A summary translation. 2 Bände. Roman Catholic Archbishop of Manila, Manila 1994, ISBN 971-8947-01-9.
- Genesis of the real Colegio Seminario de San Clemente, 1702–1712. In: Philippiniana Sacra. Band 29, Nr. 86, 1994, OCLC 989280234, S. 309–319.
- A short history of the catholic Bishop’s Conference of the Philippines, 1945–1995. In: Philippiniana Sacra. Band 32, Nr. 96, 1997, OCLC 989287343, S. 395–449.
- Manila Cathedral. Basilica of the Immaculate Conception. Archdiocesan Archives of Manila, Manila 1997, ISBN 971-8947-02-7.
- William John Summers, Ruperto C. Santos: Music in the cathedral. Some historical vignettes. 1997, OCLC 78826807.
- Emmanuel V. Suñga, Ruperto C. Santos, Armando F. de Jesus: The Archdiocese of Manila. A pilgrimage in time (1565–1999). Band 2. Roman Catholic Archbishop of Manila, Manila 1999, ISBN 971-8947-07-8.
- A History of the Manila Cathedral: 1571 to 1945. In: Philippiniana Sacra. Band 35, Nr. 103, 2000, S. 129–167.
- A Short History of the Pontificio Collegio Filippino, 1961–2001. In: Philippiniana Sacra. Band 37, Nr. 109, 2002, OCLC 9805280407, S. 121–156 (edu.ph [PDF; 1,8 MB]).

### Spiritualität
- A Heart for priest. Cardinal Sin’s thoughts on priesthood. Archdiocese of Manila, Manila 1992, OCLC 989241151.
- Prayer of the people of God. General intercessions. Daughters of St. Paul, Pasay City 1993.
- Ruperto C. Santos, Mylo C. Vergara: The new way of the cross for priests. Prayed by lay people based on sacred scriptures and patristic writings. Roman Catholic Archbishop of Manila, Manila 1996, ISBN 971-91658-0-4.
- Waiting and working for Jesus. Reflections and prayers for Advent and Christmas. St. Pauls, Makati City 1999, ISBN 971-504-059-4.
- 40 Personal Prayers. Pt. 3. St. Pauls, Manila 2001, ISBN 971-504-769-6.
- Dialogues of love. St. Pauls, Makati City 2001, ISBN 971-504-740-8.
- Looking for Jesus. Reflections and prayers from Rome. St. Pauls, Makati City 2002, ISBN 971-504-713-0.
- Jesus serves and saves us! Reflections and prayers for lent and Holy Week. St. Pauls, Makati City 2003, ISBN 971-504-966-4.
- Jesus is risen, Jesus reigns! Reflections and prayers foe Easter season. St. Pauls, Makati City 2004, ISBN 971-504-976-1.
- Journeying with Jesus. Reflections and prayers away from home. St. Pauls, Makati City 2005, ISBN 971-0390-03-1.
- The spirit blows where it wills. Doing catholic life in the spirit seminar in Europe. St. Pauls, Makati City 2006, ISBN 971-0390-52-X.
- Living & loving Jesus. The priesthood and the paschal mystery. St. Pauls, Makati City 2008, ISBN 978-971-0390-99-1.
- Read, commit, and serve Jesus. Gospel reflections and prayers for the 1st to 9th week in ordinary time. St. Pauls, Makati City 2008.
- The bishop, Bataan, and blessings. St. Pauls, Makati City 2016, ISBN 978-971-004-275-3.
- 40 personal prayers in times of pandemic. Claretian Communication Foundation, Inc., Quezon City 2021, ISBN 978-6-21426141-3.